# Vitis rotundifolia
La vitis rotundifolia (conocida como Muscadinia) es un arbusto trepador de la familia de las vitáceas, originaria del norte de América, donde está extendida desde Delaware al golfo de México.

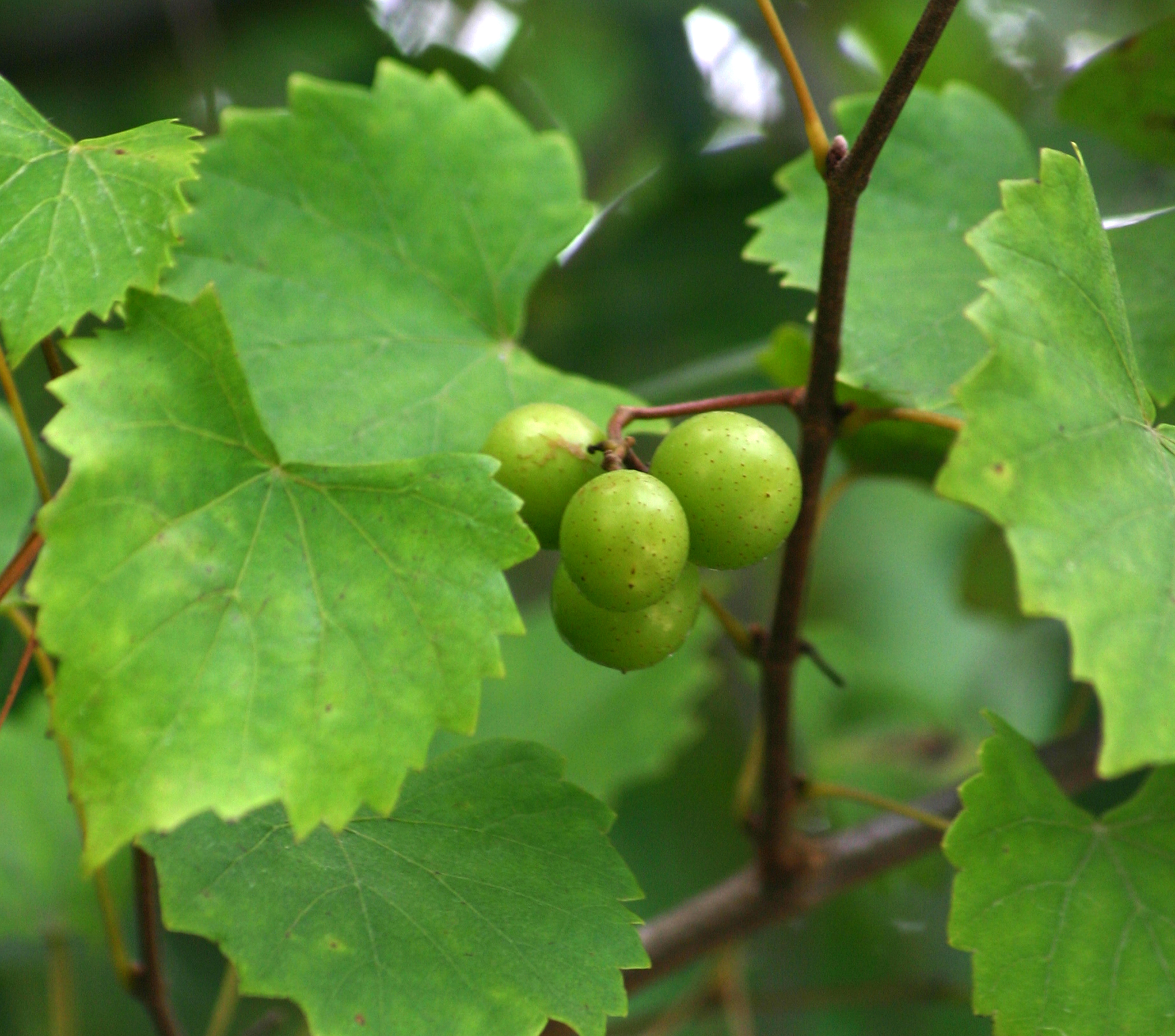
Frutos

## Descripción
Las bayas son de color violeta oscuro a negro cuando están maduras. Sin embargo, en las plantas silvestres se mantienen de color verde. Tienen la piel dura, por lo que hay que morder la piel para agujerearla y poder chupar la pulpa. La fruta se consume fresca, o se utiliza para elaborar vino, jugo y jalea. 

## Taxonomía
Vitis rotundifolia fue descrita por André Michaux y publicado en Flora Boreali-Americana 2: 231. 1803.
Etimología
Vitis; nombre genérico que es tomado directamente del Latín vītis, vitis, la vid, el sarmiento, vitis vinea siendo el vino
rotundifolia: epíteto latíno que significa "con hojas redondas"
Sinonimia
- Muscadinia rotundifolia (Michx.) Small	[4]